# Trypanosyllis intermedia
Trypanosyllis intermedia är en ringmaskart som beskrevs av Moore 1909. Trypanosyllis intermedia ingår i släktet Trypanosyllis och familjen Syllidae. Inga underarter finns listade i Catalogue of Life.